# Coupe du monde de VTT 2011
Navigation
2010 2012
La Coupe du monde de VTT 2011 est la 21e édition de la Coupe du monde de VTT. Cette édition comprend trois disciplines : cross country, descente et 4-cross. Chacune est composée de sept manches.
La compétition se déroule du 23 avril 2011 au 21 août 2011.

## Cross-country

### Hommes

#### Élites
| # | Date      | Lieu              | Vainqueur        | Deuxième         | Troisième             | Leader du général |
| - | --------- | ----------------- | ---------------- | ---------------- | --------------------- | ----------------- |
| 1 | 23 avril  | Pietermaritzburg, | Nino Schurter    | Julien Absalon   | Jaroslav Kulhavý      | Nino Schurter     |
| 1 | 23 avril  | Pietermaritzburg, | 1 h 34 min 50 s  | + 16 s           | + 1 min 07 s          | Nino Schurter     |
| 2 | 22 mai    | Dalby Forest,     | Jaroslav Kulhavý | Julien Absalon   | Marco Aurelio Fontana | Jaroslav Kulhavý  |
| 2 | 22 mai    | Dalby Forest,     | 1 h 40 min 53 s  | + 50 s           | + 1 min 3 s           | Jaroslav Kulhavý  |
| 3 | 29 mai    | Offenbourg,       | Julien Absalon   | Jaroslav Kulhavý | Maxime Marotte        | Julien Absalon    |
| 3 | 29 mai    | Offenbourg,       | 1 h 46 min 21 s  | + 29 s           | + 41 s                | Julien Absalon    |
| 4 | 2 juillet | Mont-Sainte-Anne, | Jaroslav Kulhavý | Nino Schurter    | José Antonio Hermida  | Jaroslav Kulhavý  |
| 4 | 2 juillet | Mont-Sainte-Anne, | 1 h 35 min 51 s  | + 1 min 42 s     | + 1 min 54 s          | Jaroslav Kulhavý  |
| 5 | 9 juillet | Windham,          | Jaroslav Kulhavý | Nino Schurter    | Christoph Sauser      | Jaroslav Kulhavý  |
| 5 | 9 juillet | Windham,          | 1 h 35 min 34 s  | + 29 s           | + 30 s                | Jaroslav Kulhavý  |
| 6 | 14 août   | Nove Mesto,       | Jaroslav Kulhavý | Nino Schurter    | Julien Absalon        | Jaroslav Kulhavý  |
| 6 | 14 août   | Nove Mesto,       | 1 h 41 min 52 s  | + 45 s           | + 54 s                | Jaroslav Kulhavý  |
| 7 | 20 août   | Val di Sole,      | Jaroslav Kulhavý | Nino Schurter    | Florian Vogel         | Jaroslav Kulhavý  |
| 7 | 20 août   | Val di Sole,      | 1 h 25 min 08 s  | m.t.             | + 1 min 21 s          | Jaroslav Kulhavý  |

| Pos | Cycliste              | Pts  |
| --- | --------------------- | ---- |
| 1   | Jaroslav Kulhavý      | 1610 |
| 2   | Nino Schurter         | 1270 |
| 3   | Julien Absalon        | 960  |
| 4   | José Antonio Hermida  | 813  |
| 5   | Maxime Marotte        | 810  |
| 6   | Burry Stander         | 768  |
| 7   | Christoph Sauser      | 760  |
| 8   | Marco Aurelio Fontana | 668  |
| 9   | Stéphane Tempier      | 662  |
| 10  | Florian Vogel         | 658  |

#### Espoirs
| # | Date      | Lieu             | Vainqueur            | Deuxième               | Troisième              | Leader du général    |
| - | --------- | ---------------- | -------------------- | ---------------------- | ---------------------- | -------------------- |
| 1 | 23 avril  | Pietermaritzburg | Gerhard Kerschbaumer | Alexander Gehbauer     | Marek Konwa            | Gerhard Kerschbaumer |
| 2 | 22 mai    | Dalby Forest     | Alexander Gehbauer   | Gerhard Kerschbaumer   | Markus Schulte-Luenzum | Alexander Gehbauer   |
| 3 | 28 mai    | Offenbourg       | Alexander Gehbauer   | Markus Schulte-Luenzum | Fabien Canal           | Alexander Gehbauer   |
| 4 | 2 juillet | Mont-Sainte-Anne | Gerhard Kerschbaumer | Fabien Canal           | Matthias Stirnemann    | Gerhard Kerschbaumer |
| 5 | 9 juillet | Windham          | Gerhard Kerschbaumer | Matthias Stirnemann    | Sébastien Carabin      | Gerhard Kerschbaumer |
| 6 | 14 août   | Nove Mesto       | Gerhard Kerschbaumer | Ondřej Cink            | Marek Konwa            | Gerhard Kerschbaumer |
| 7 | 20 août   | Val di Sole      | Gerhard Kerschbaumer | Marek Konwa            | Markus Schulte-Luenzum | Gerhard Kerschbaumer |

| Pos | Coureur              | Pts |
| --- | -------------------- | --- |
| 1   | Gerhard Kerschbaumer | 542 |
| 2   | Fabien Canal         | 274 |
| 3   | Marek Konwa          | 260 |
| 4   | Alexander Gehbauer   | 250 |
| 5   | Matthias Stirnemann  | 215 |

#### Juniors
| # | Date      | Lieu             | Vainqueur          | Deuxième           | Troisième        |
| - | --------- | ---------------- | ------------------ | ------------------ | ---------------- |
| 1 | 24 avril  | Pietermaritzburg | Andri Frischknecht | Gert Heyns         | Cyril Grangladen |
| 2 | 22 mai    | Dalby Forest     | Jens Schuermans    | Andri Frischknecht | Maxime Urruty    |
| 3 | 28 mai    | Offenbourg       | Jens Schuermans    | Lars Forster       | Dominic Zumstein |
| 4 | 2 juillet | Mont-Sainte-Anne | Andri Frischknecht | Andrey Fonseca     | Alexandre Vialle |
| 5 | 9 juillet | Windham          | Howard Grotts      | Andri Frischknecht | Andrey Fonseca   |
| 6 | 14 août   | Nove Mesto       | Anton Cooper       | Jens Schuermans    | Pablo Rodríguez  |
| 7 | 20 août   | Val di Sole      | Anton Cooper       | Victor Koretzky    | Maxime Urruty    |

### Femmes

#### Élites
| # | Date      | Lieu             | Vainqueur         | Deuxième          | Troisième        | Leader du général |
| - | --------- | ---------------- | ----------------- | ----------------- | ---------------- | ----------------- |
| 1 | 23 avril  | Pietermaritzburg | Ren Chengyuan     | Julie Bresset     | Irina Kalentieva | Ren Chengyuan     |
| 2 | 22 mai    | Dalby Forest     | Julie Bresset     | Annika Langvad    | Sabine Spitz     | Julie Bresset     |
| 3 | 29 mai    | Offenbourg       | Julie Bresset     | Catharine Pendrel | Eva Lechner      | Julie Bresset     |
| 4 | 2 juillet | Mont Sainte-Anne | Catharine Pendrel | Irina Kalentieva  | Julie Bresset    | Julie Bresset     |
| 5 | 9 juillet | Windham          | Julie Bresset     | Catharine Pendrel | Annika Langvad   | Julie Bresset     |
| 6 | 14 août   | Nove Mesto       | Catharine Pendrel | Julie Bresset     | Irina Kalentieva | Julie Bresset     |
| 7 | 20 août   | Val di Sole      | Catharine Pendrel | Maja Włoszczowska | Gunn-Rita Dahle  | Julie Bresset     |

| Pos | Coureuse             | Pts  |
| --- | -------------------- | ---- |
| 1.  | Julie Bresset        | 1460 |
| 2.  | Catharine Pendrel    | 1420 |
| 3.  | Irina Kalentieva     | 840  |
| 4.  | Marie-Hélène Prémont | 820  |
| 5.  | Eva Lechner          | 808  |
| 6.  | Maja Włoszczowska    | 735  |
| 7.  | Gunn-Rita Dahle      | 700  |
| 8.  | Emily Batty          | 611  |
| 9.  | Annika Langvad       | 610  |
| 10. | Katerina Nash        | 609  |

#### Espoirs
| # | Date      | Lieu             | Vainqueur              | Deuxième               | Troisième              | Leader du général      |
| - | --------- | ---------------- | ---------------------- | ---------------------- | ---------------------- | ---------------------- |
| 1 | 23 avril  | Pietermaritzburg | Elisabeth Sveum        | Paula Gorycka          | Barbara Benko          | Elisabeth Sveum        |
| 2 | 22 mai    | Dalby Forest     | Pauline Ferrand-Prévot | Kathrin Stirnemann     | Barbara Benko          | Barbara Benko          |
| 3 | 29 mai    | Offenbourg       | Pauline Ferrand-Prévot | Barbara Benko          | Fanny Bourdon          | Barbara Benko          |
| 4 | 2 juillet | Mont-Sainte-Anne | Pauline Ferrand-Prévot | Kathrin Stirnemann     | Elisabeth Sveum        | Pauline Ferrand-Prévot |
| 5 | 9 juillet | Windham          | Pauline Ferrand-Prévot | Elisabeth Sveum        | Kathrin Stirnemann     | Pauline Ferrand-Prévot |
| 6 | 14 août   | Nove Mesto       | Yana Belomoyna         | Barbara Benko          | Pauline Ferrand-Prévot | Pauline Ferrand-Prévot |
| 7 | 20 août   | Val di Sole      | Yana Belomoyna         | Pauline Ferrand-Prévot | Paula Gorycka          | Pauline Ferrand-Prévot |

| Pos | Coureuse               | Pts |
| --- | ---------------------- | --- |
| 1   | Pauline Ferrand-Prévot | 490 |
| 2   | Barbara Benko          | 395 |
| 3   | Elisabeth Sveum        | 322 |
| 4   | Kathrin Stirnemann     | 263 |
| 5   | Yana Belomoyna         | 242 |

#### Juniors
| # | Date      | Lieu             | Vainqueur         | Deuxième                 | Troisième         |
| - | --------- | ---------------- | ----------------- | ------------------------ | ----------------- |
| 1 | 24 avril  | Pietermaritzburg | Ashleigh Parker   | Linda Van Wyk            | Simone Vosloo     |
| 2 | 22 mai    | Dalby Forest     | Ramona Forchini   | Margot Moschetti         | Perrine Clauzel   |
| 3 | 28 mai    | Offenbourg       | Jolanda Neff      | Linda Indergand          | Johanna Techt     |
| 4 | 2 juillet | Mont-Sainte-Anne | Laren Rosser      | Andreane Lanthier-Nadeau | Frédérique Trudel |
| 5 | 9 juillet | Windham          | Frédérique Trudel | Alicia Rose Pastore      | Haley Smith       |
| 6 | 14 août   | Nove Mesto       | Jolanda Neff      | Julia Innerhofer         | Andrea Waldis     |
| 7 | 20 août   | Val di Sole      | Jolanda Neff      | Johanna Techt            | Lena Putz         |

## Descente

### Hommes
| # | Date       | Lieu             | Vainqueur    | Deuxième       | Troisième        | Leader du général |
| - | ---------- | ---------------- | ------------ | -------------- | ---------------- | ----------------- |
| 1 | 24 avril   | Pietermaritzburg | Aaron Gwin   | Greg Minnaar   | Gee Atherton     | Aaron Gwin        |
| 2 | 5 juin     | Fort William     | Greg Minnaar | Danny Hart     | Brook McDonald   | Greg Minnaar      |
| 3 | 12 juin    | Leogang          | Aaron Gwin   | Gee Atherton   | Greg Minnaar     | Aaron Gwin        |
| 4 | 3 juillet  | Mont-Sainte-Anne | Aaron Gwin   | Josh Bryceland | Brook McDonald   | Aaron Gwin        |
| 5 | 10 juillet | Windham          | Aaron Gwin   | Steve Peat     | Andrew Neethling | Aaron Gwin        |
| 6 | 7 août     | La Bresse        | Greg Minnaar | Gee Atherton   | Aaron Gwin       | Aaron Gwin        |
| 7 | 21 août    | Val di Sole      | Aaron Gwin   | Danny Hart     | Gee Atherton     | Aaron Gwin        |

| Pos | Coureur      | Pts  |
| --- | ------------ | ---- |
| 1   | Aaron Gwin   | 1558 |
| 2   | Greg Minnaar | 1093 |
| 3   | Gee Atherton | 1009 |
| 4   | Danny Hart   | 879  |
| 5   | Steve Smith  | 772  |

### Femmes
| # | Date       | Lieu             | Vainqueur       | Deuxième        | Troisième       | Leader du général |
| - | ---------- | ---------------- | --------------- | --------------- | --------------- | ----------------- |
| 1 | 24 avril   | Pietermaritzburg | Tracy Moseley   | Fionn Griffiths | Emmeline Ragot  | Tracy Moseley     |
| 2 | 5 juin     | Fort William     | Tracy Moseley   | Rachel Atherton | Floriane Pugin  | Tracy Moseley     |
| 3 | 12 juin    | Leogang          | Floriane Pugin  | Rachel Atherton | Tracy Moseley   | Tracy Moseley     |
| 4 | 3 juillet  | Mont-Sainte-Anne | Tracy Moseley   | Floriane Pugin  | Rachel Atherton | Tracy Moseley     |
| 5 | 10 juillet | Windham          | Rachel Atherton | Floriane Pugin  | Tracy Moseley   | Tracy Moseley     |
| 6 | 7 août     | La Bresse        | Tracy Moseley   | Floriane Pugin  | Sabrina Jonnier | Tracy Moseley     |
| 7 | 21 août    | Val di Sole      | Myriam Nicole   | Floriane Pugin  | Rachel Atherton | Tracy Moseley     |

| Pos | Coureuse        | Pts  |
| --- | --------------- | ---- |
| 1   | Tracy Moseley   | 1465 |
| 2   | Floriane Pugin  | 1390 |
| 3   | Rachel Atherton | 1115 |
| 4   | Myriam Nicole   | 929  |
| 5   | Sabrina Jonnier | 889  |

## 4-cross

### Hommes
| # | Date      | Lieu             | Vainqueur          | Deuxième           | Troisième          | Leader du général |
| - | --------- | ---------------- | ------------------ | ------------------ | ------------------ | ----------------- |
| 1 | 24 avril  | Pietermaritzburg | Jared Graves       | Michal Prokop      | Johannes Fischbach | Jared Graves      |
| 2 | 5 juin    | Fort William     | Roger Rinderknecht | David Graf         | Tomáš Slavík       | Jared Graves      |
| 3 | 12 juin   | Leogang          | Jared Graves       | David Graf         | Tomáš Slavík       | Jared Graves      |
| 4 | 3 juillet | Mont-Sainte-Anne | Jared Graves       | Roger Rinderknecht | Guido Tschugg      | Jared Graves      |
| 5 | 21 août   | Val di Sole      | Tomáš Slavík       | Johannes Fischbach | Kamil Tatarkovic   | Jared Graves      |

| Pos | Coureur            | Pts |
| --- | ------------------ | --- |
| 1   | Jared Graves       | 485 |
| 2   | Roger Rinderknecht | 300 |
| 3   | Tomáš Slavík       | 283 |
| 4   | David Graf         | 250 |
| 5   | Michal Prokop      | 250 |

### Femmes
| # | Date      | Lieu             | Vainqueur         | Deuxième        | Troisième       | Leader du général |
| - | --------- | ---------------- | ----------------- | --------------- | --------------- | ----------------- |
| 1 | 24 avril  | Pietermaritzburg | Anneke Beerten    | Fionn Griffiths | Céline Gros     | Anneke Beerten    |
| 2 | 5 juin    | Fort William     | Anneke Beerten    | Joey Gough      | Lucia Oetjen    | Anneke Beerten    |
| 3 | 12 juin   | Leogang          | Romana Labounkova | Melissa Buhl    | Anneke Beerten  | Anneke Beerten    |
| 4 | 3 juillet | Mont-Sainte-Anne | Anneke Beerten    | Melissa Buhl    | Fionn Griffiths | Anneke Beerten    |
| 5 | 21 août   | Val di Sole      | Anneke Beerten    | Lucia Oetjen    | Melissa Buhl    | Anneke Beerten    |

| Pos | Coureuse        | Pts |
| --- | --------------- | --- |
| 1   | Anneke Beerten  | 450 |
| 2   | Melissa Buhl    | 240 |
| 3   | Lucia Oetjen    | 225 |
| 4   | Céline Gros     | 190 |
| 5   | Fionn Griffiths | 135 |